# Kōmyō (impératrice)
L'impératrice Kōmyō (光明皇后, Kōmyō-kōgō) (701–760) est l'impératrice consort de l'empereur japonais Shōmu (701–756) durant l'époque de Nara.

## Biographie
Membre du clan Fujiwara, son père est Fujiwara no Fuhito et sa mère Agata Inukai no Michiyo (県犬養三千代). De son vivant elle est aussi connue sous les noms Asukabehime 安宿媛, Kōmyōshi (光明子) et Tōsanjō 藤三娘. Elle est enterrées dans le Hōrenji-cho (préfecture de Nara) dans le mausolée Sahoyama no Higashi no Misasagi 佐保山東陵 près de l'empereur Shōmu dans le mausolée du sud.
Elle épouse l'empereur Shōmu à l'âge de 16 ans et donne naissance à la princesse Abe à 18 ans. Elle donne naissance à son premier prince à 27 ans mais l'enfant meurt peu après la naissance. Le clan Fujiwara affirme que le prince Nagaya a tué le prince en lui jetant un sort. Elle devient impératrice à l'âge de 29 ans et est la première à être élevée au rang de kōgō dans l'histoire du Japon.
Un poste dans l'ancien système de lois ritsuryo est créé pour l'impératrice-consort, le Kogogushiki et cette innovation bureaucratique se prolonge dans l'époque de Heian.
- Tenpyō 20 (749) : Après un règne de 25 ans, l'empereur Shōmu abdique en faveur de sa fille, la princesse Takano-hime, future impératrice Kōken[4] et quelque temps plus tard, Shōmu prend la tonsure, devenant ainsi le premier empereur retiré à se faire prêtre bouddhiste[4]. L'impératrice Kōmyō, suivant l'exemple de son mari, prononce également des vœux sacrés et devient nonne bouddhiste[4].

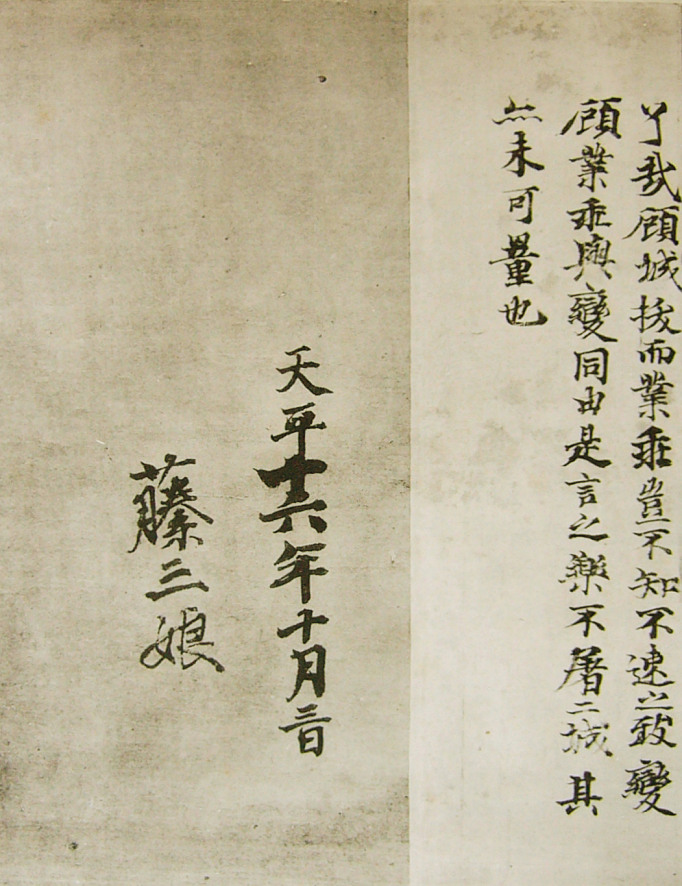
Exemple de calligraphie de l'impératrice Kōmyō et sa signature autographe -- Gakki-ron (c. 756).

Des artefacts liés à Kōmyō et Shōmu sont parmi les trésors conservés au Shōsō-in. Quatre de ses poèmes sont inclus dans l'anthologie impériale Man'yōshū. Fervente adepte du bouddhisme, Kōmyō encourage la construction et l'enrichissement de divers temples, dont le Shin-Yakushi-ji, le Hokke-ji, le Kōfuku-ji et le Tōdai-ji, tous situés à (Nara).
La gare de Kōmyōike dans le sud de la préfecture d'Osaka tire son nom d'un proche lac artificiel du nom de l'impératrice Kōmyō. Ce toponyme vient d'une association supposée avec le lieu de naissance de l'impératrice dans la province d'Izumi.
La tombe ou officiellement désigné misasagi impérial de l'empereur Shōmu se visite de nos jours dans le Hōrenji-cho à Nara. La tombe impériale de l'impératrice Kōmyō, consort de Shōmu, se trouve non loin.

## Source de la traduction
- (en) Cet article est partiellement ou en totalité issu de l’article de Wikipédia en anglais intitulé « Empress Kōmyō » (voir la liste des auteurs).